# Agathia albiangularia
Agathia albiangularia là một loài bướm đêm trong họ Geometridae.